# 劉康乂
刘康乂（9世纪？—899年），唐朝末年将领，寿州安丰县（今安徽省寿县安丰塘镇）人。
刘康乂以耕种为业，唐僖宗乾符年间，关东大乱，因为黄巢之掠，江、淮之间也受其害。刘康乂善用矛槊，然不喜欢用暴力。中和三年（883年），跟随朱温赴镇，朱温以他为心腹，刘康乂枕戈披甲，不怕艰险。其后主持亲军，袭黄巢、破蔡州，以战功升任为元从都将。跟随朱温连年攻讨徐州、兖州、郓州，善于建造营垒，充任诸军壕寨使。朱温攻下徐州、兖州、郓州三镇，以其功，奏加检校右仆射，兼领军卫，后来升任为密州刺史，有政绩。光化二年（899年），王师范据青州，请求淮南遂攻打密州。密州兵少，不满千人，淮南军过万，刘康乂率老弱守城，别领少壮，每天在密州四郊与敌军接战，俘获上千人。淮南军知密州虚弱，援兵未至，昼夜急攻，攻陷密州，刘康乂被杀害。